# Claudio Piazza
Claudio Piazza (Parma, 24 novembre 1946) è un allenatore di pallavolo ed ex pallavolista italiano.

## Carriera
Ha conosciuto la pallavolo nel Collegio “Vittorio Emanuele II”, luogo dove è nata questa disciplina a Parma. Fra i suoi primi istruttori vi fu Alfredo Rasori, educatore scolastico e uno dei campioni della Ferrovieri Parma, vincitrice del secondo e terzo scudetto della storia della pallavolo nazionale. Nonostante facesse parte del gruppo del Liceo Classico Romagnosi, il professor Renzo Del Chicca lo ha chiamato ugualmente nella squadra giovanile del Cus-Romagnosi, con cui ha vinto lo scudetto juniores del 1964-65 .
La sua prima esperienza da allenatore è stata quasi casuale. Durante il periodo del militare, quando ancora giocava a Parma, è stato chiamato come atleta nel gruppo militare della Puglia che doveva disputare il campionato interforze. Qui gli fu affidato anche il compito di selezionare e allenare la squadra. Terminata quell’esperienza, ha concluso il periodo del servizio militare giocando nella squadra della compagnia atleti di Napoli, con la quale ha conquistato la promozione in serie A. Una volta congedato, ha disputato i tre anni successivi nella Salotti Mazzoni di serie B, allenata da Odoardo Piazza. Nel 1970-71 è rientrato nella squadra di serie A sempre di Parma, nell’ultimo anno di abbinamento Bumor, cominciando, quasi contemporaneamente, ad allenarne anche le giovanili. Nel 1973-74 con la sua squadra ha vinto lo scudetto juniores avendo nelle proprie file, tra gli altri, Antonio Bonini e Giulio Belletti.
A 31 anni ha cominciato la carriera da allenatore prendendo in mano la stessa squadra di serie A di Parma con cui stava giocando, in quel periodo denominata Libertas. Quell’anno dovette in pratica reggere la società insieme ad Aristo Isola anche come dirigente. La squadra a fine stagione 1977-78 la squadra è retrocessa sul campo ma è stata ripescata grazie alla rinuncia della pallavolo Cesenatico. L’anno successivo, il primo a marchio Veico, arrivarono in società anche il presidente Carlo Magri e il suo vice Aldo Ferrari. La situazione economica si è stabilizzata e Piazza ha potuto ricominciare a fare solo l’allenatore. La squadra, composta da molti dei suoi ragazzi del viviaio parmense, cui si sono aggiunti altri giovani promettenti come Andrea Anastasi, Gilberto Passani, Alberto Angelelli e il nuovo straniero, lo statunitense Scott Lindberg, si è classificata all’ottavo posto.
Il vero miracolo è però stato compiuto nella seconda stagione di abbinamento Veico, quando la squadra, rinforzata dall’arrivo del modenese Giorgio Goldoni, si è classificata al terzo posto a pari merito con la Panini Modena.
Con l’ingresso del Gruppo Parmalat in società e l’abbinamento con il marchio Santàl della stagione successiva, la società è entrata nel novero delle big italiane, permettendosi anche l’acquisto di due campioni assoluti del pallavolo italiana, quali Giovanni Lanfranco e Marco Negri, entrambi protagonisti dell’esperienza del Gabbiano d’Argento con la Nazionale Azzurra, ossia la conquista del secondo posto al Campionato Mondiale del 1978. Con loro è arrivato da Catania anche il giovane palleggiatore Maurizio Ninfa, che, successivamente, Claudio Piazza, rivalorizzerà nel ruolo da opposto. Il risultato finale stagionale non è andato però secondo le speranze dei tifosi e la squadra si è riuscita solo a confermare al quarto posto.
La svolta c’è stata però l’anno successivo, con l’arrivo dei giovani promettenti Paolo Vecchi e Giovanni Errichiello, ma, soprattutto, con l’acquisto del geniale regista coreano Kim Ho-chul. La squadra è riuscita infatti a conquistare sia la Coppa Italia che il Campionato Italiano, vincendo la “bella” dei primi play-off della storia della pallavolo italiana, grazie a una grande prestazione sul campo della Robe di Kappa Torino . Nella stagione  1982-1983 la squadra ha bissato il successo in Coppa Italia e Campionato, sfiorando quello in Coppa dei Campioni , nella final four disputata a Parma.
L’impresa è riuscita per l’anno successivo. La squadra, rinforzata dall’arrivo del giovane argentino Hugo Conte, ha infatti conquistato il Trofeo a Basilea . In campionato la squadra si è invece classificata seconda venendo sconfitta in finale da Torino, che si era presa la rivincita dei due anni precedenti.
La società, nella stagione successiva, ha apportato alcuni cambi importanti in squadra, a cominciare da quello in regia, dove è arrivato il pallaggiatore della nazionale italiana Piero Rebaudengo. Con lui sono stati effettuati gli innesti dell’altro nazionale azzurro Stefano Recine e del campione polacco Tomasz Wójtowicz. La squadra in campionato è uscita in semifinale dei play-off contro la Panini Modena, mentre invece ha brillantemente bissato il successo in Coppa dei Campioni a Bruxelles .
Nonostante questo importante successo, Piazza ha lasciato la società per tentare l’avventura nel femminile. I risultati alla guida della Lynx Parma non sono stati quelli auspicati sicché ha abbandonato durante la stagione ed è tornato ad allenare per altri tre anni in campo maschile, alla guida della squadra di Reggio Emilia in serie A2.
Al termine di questa esperienza Claudio Piazza ha cessato la propria attività da allenatore, rimanendo nel mondo della pallavolo, prima come spalla tecnica delle telecronache della Maxicono Parma e, successivamente, divenendone direttore del settore giovanile.

## Palmarès

### Giocatore
- Campionato italiano Juniores: 1

Parma: 1964-65

### Allenatore

#### Competizioni giovanili
- Campionato italiano Juniores: 1

Parma: 1973-74

#### Competizioni nazionali
- Campionato italiano: 2

Parma: 1981-82, 1982-83
- Coppa Italia: 2

Parma: 1981-82, 1982-83

#### Competizioni internazionali
- CEV Champions League: 2

Parma:1983-84, 1984-85

## Onorificenze
- Premio Sant’Ilario 1987- Attestato di civica benemerenza[13]